# Francisco Pérez Cubas
Francisco Pérez Cubas, plus connu sous le diminutif Quique, né le 21 novembre 1912 à Santa Cruz de Tenerife (îles Canaries, Espagne) et mort le 12 novembre 1991, est un footballeur espagnol qui jouait au poste d'attaquant.

## Carrière
Quique débute en première division espagnole avec le RCD Espanyol lors de la saison 1939-1940. Il joue 15 matchs de championnat et marque cinq buts. L'Espanyol remporte la Coupe d'Espagne.
Il joue la saison 1940-1941 avec le FC Barcelone, où il dispute cinq matchs en championnat.

## Palmarès
Avec le RCD Espanyol :
- Vainqueur de la Coupe d'Espagne en 1940